# Allowissadula
Allowissadula ist eine Gattung von Blütenpflanzen aus der Familie der Malvengewächse (Malvaceae). Sie werden gemeinhin als Falsche Indianermalven bezeichnet. Sie sind in den Vereinigten Staaten und Mexiko heimisch.
Die Pflanzen der Gattung sind Halbsträucher mit behaartem Laub und Blüten mit jeweils 6–14 Millimeter langen Kelchen, fünf Griffeln und fünf Fruchtblättern. Die Frucht ist eine Spaltfrucht.
Es gibt etwa neun Arten. Zu den Arten gehören:
- Allowissadula chiangii
- Allowissadula floribunda
- Allowissadula glandulosa
- Allowissadula holosericea – Chisos Mountain false Indianmallow
- Allowissadula lozanii – Lozano’s false Indianmallow
- Allowissadula microcalyx
- Allowissadula pringlei
- Allowissadula rosei
- Allowissadula sessei